# Geschichtliche Entwicklung der Zeitübertragung per Funk

## Historisches

### Zeitmessung
Die Zeitmessung ist nicht nur eine Frage der Ganggenauigkeit von Uhren, sondern auch die Frage der Festlegung eines „Zeit-Nullpunktes“. Seit der Antike war es üblich, die absolute Zeit mit Hilfe von Sonnenuhren zu ermitteln, was allerdings zur Folge hatte, dass die Zeitmessung ortsabhängig war und insbesondere von der Erdrotationsdauer abhing, da sich jeder Punkt der Erdoberfläche in 24 Stunden einmal um die Erdachse dreht. Im Mittelalter wurden die Kirchturmuhren regelmäßig anhand des örtlichen Sonnenstandes nachjustiert und machten ihr Zeitsignal per Glockenschlag bekannt.
Durch die zunehmende Vernetzung der Welt infolge eines permanent ansteigenden Verkehrsaufkommens (Eisenbahn, Seeschifffahrt) erwies sich das Prinzip der lokalen wahren Ortszeit jedoch als nicht mehr praktikabel. Aus diesem Grund wurden in den 1840–1860er Jahren in fast allen europäischen Ländern landesweit einheitliche Zeitzonen festgelegt, in denen jeweils eine einheitliche Zeit herrscht. Diese unterscheidet sich von der Ortszeit und kann daher nicht an jedem Ort mit einer Sonnenstandsmessung ermittelt werden. Vielmehr werden die Zeitsignale an einem bestimmten Ort erzeugt und müssen dann innerhalb der betreffenden Zeitzone verbreitet werden.
Die Bestimmung der Zeit kann dabei auf unterschiedlichen Wegen erfolgen. Während anfänglich Messungen des Sonnenstandes oder astronomische Messungen vorgenommen wurden, ging man relativ schnell zu mechanischen Präzisionsuhren über, später zu elektrischen Uhren, elektronischen Uhren, Quarzuhren und schließlich zur Atomuhr und der Wasserstoff-Maser-Uhr. Letztere sind so genau, dass sie nicht mehr anhand der Erdumdrehung geeicht werden, sondern aufgrund der extrem konstanten intermolekularen Frequenzen selbst als Zeitnormal dienen und bei abweichender Erdrotationsdauer zum Einfügen oder Auslassen von Schaltsekunden verwendet werden.

### Zeitübermittlung
Die Übertragung des Zeitsignals von einer Quelle bis zum Nutzer erfolgte anfänglich auf unterschiedlichen Wegen. Beispielsweise konnte man beim mathematisch-physikalischen Salon in Dresden die Uhrzeit abonnieren, die dann in regelmäßigen Abständen von einem Boten mit einer tragbaren Uhr überbracht wurde.
Mit der Einführung und Weiterentwicklung des Eisenbahnwesens war es nötig, die mechanischen Uhren auf den Bahnhöfen zu synchronisieren. Das geschah bald über elektrische Leitungen mit Hilfe von Stellimpulsen.
Andere Übertragungstechniken verwendeten optische Signale. Im Jahre 1876 wurde auf dem Kaiserkai-Speicher Nr. 1 im Hamburger Hafen eine Zeitball-Anlage errichtet. Gegen Mittag, 10 Minuten vor 12:00 Uhr, wurde ein 1 Meter großer, schwarzer Ball halb – und drei Minuten vor 12:00 Uhr schließlich ganz – hochgezogen und pünktlich um 12:00 Uhr Greenwich-Zeit 3 Meter tief fallen gelassen. Diese Anlage konnte von der Sternwarte aus durch ein unterirdisch verlegtes Kabel gesteuert werden – zunächst direkt durch den Druck einer Taste durch die Astronomen in der Sternwarte am Millerntor, ab 1899 automatisch durch elektrische Kontakte an der Pendeluhr. Die Genauigkeit lag bei einer Zehntelsekunde pro Tag. Da ein solcher Zeitball nur auf vergleichsweise kurze Distanzen erkennbar war, entwickelte sich bald der Wunsch nach einem System zur Übertragung von Zeitsignalen über größere Entfernungen.

## Zeitsignale per Funk
Die in der ersten Hälfte des 19. Jahrhunderts entstehenden Möglichkeiten der Telegrafie wurden von Beginn an auch zur Verteilung von Zeitsignalen genutzt. Die Voraussetzungen dafür schuf Alexander Stepanowitsch Popow, dem es im Jahr 1895 als Erstem gelungen war, mit einem Funksender Funksignale bis zu einer 250 m entfernten Antenne drahtlos zu übertragen.
Guglielmo Marconi hatte 1899 eine drahtlose Kommunikationsmöglichkeit zwischen Frankreich und England über den Ärmelkanal geschaffen. Im Jahr 1901 sandte er erstmals drahtlose Signale über den Atlantischen Ozean.
Etwa in der Mitte von Marconis frühen Arbeiten wurde ein Vorschlag gemacht, das neue, drahtlose Medium für die Verbreitung von Zeitsignalen per Funk zu verwenden. In einem Gespräch vor der Royal Dublin Society im November 1898 schlug der Instrumentenmacher und Ingenieur Howard Grubb (Sir Howard Grubb, Parsons and Co.) als erster das Konzept einer funkgesteuerten Uhr vor.
In der Fachzeitschrift „Scientific Proceedings for the Royal Dublin Society“ schrieb Grubb unter dem Titel „Proposal for the Utilisation of the ‘Marconi’ System of Wireless Telegraphy for the Control of Public and Other Clocks“:

„There is something very beautiful in this action of the ‘Marconi’ wave. In a city supplied with this apparatus we should be conscious as we hear each hour strike that above us and around us, swiftly and silently, this electrical wave is passing, conscientiously doing its work, and setting each clock in each establishment absolutely right, without any physical connection whatsoever between the central distributing clock, and those which it keeps correct by means of this mysterious electrical wave.“

„We might go even still further, and although I do not put it forward as a proposition likely to be carried out in any way, except as an experiment, yet it undoubtedly would be perfectly possible to carry an apparatus in one’s pocket, and have our watches automatically set by this electrical wave as we walk about the streets.“

Damit war die Grundidee der Übertragung der Zeitzeichen per Funk geboren.

## Zeitsignale per Funk für die Schifffahrt
Die ersten Zeitsignale für die Schifffahrt wurden im Jahr 1903 von der United States Navy unter Verwendung einer Uhr in dem United States Naval Observatory in Washington, D.C. übertragen. Dabei handelte es sich jedoch um einen unregelmäßigen Seedienst, der den Seeleuten die Überprüfung und Einstellung ihrer Seechronometer gestatten sollte.
Erst ab dem 9. August 1904 begann ein regelmäßiger Funkdienst nach Zeitplan von dem Navy Yard in Boston. Möglicherweise ist der erste Funksender für Zeitsignale außerhalb der USA die kanadische Station VCS in Halifax gewesen, die 1907 zu senden begann.
Ab dem Jahr 1910 wurden Zeitzeichen auch in Europa gefunkt. Das französische Bureau des Longitudes strahlte zweimal am Tag Zeitsignale über den Eiffelturm ab. Die Referenzuhr befand sich in dem nahe gelegenen Pariser Observatorium und die Wellenlänge der Übertragungen lag bei 2.000 Metern. Aufgrund dieser langwelligen Frequenz, die über große Entfernungen hinweg empfangen werden kann, waren die Signale dieses Senders mit dem Kennbuchstaben „FL“ für die Schifffahrt bestimmt und sollten es der Marine ermöglichen, die Schiffschronometer zu korrigieren.
Demselben Zweck dienten die Funksignale von Norddeich Radio, die ebenfalls ab 1910 von einer Sendeanlage 30 km nördlich von Emden abgestrahlt wurden.

## Kennungen der Zeitsignale per Funk
Man begann frühzeitig, die abgestrahlten Zeitsignale entsprechend dem Morsecode durch eine bestimmte Sequenz von Tönen darzustellen. Beispielsweise hatte das von dem Eiffelturm abgestrahlte Zeitsignal mit dem Namen „Tempus“ ein ganz bestimmtes Muster von aufeinanderfolgenden Punkten und Strichen.
Bereits im Jahr 1912 war man bestrebt, solche Zeit-Codes international zu standardisieren. Im Rahmen der Conférence Internationale de l’Heure in den Jahren 1912/13 wurde aufgrund einer internationalen Vereinbarung das sogenannte „Onogo-Zeitsignal“ geschaffen. Dieses ist benannt nach dem diesem Zeitsignal zugrunde liegenden Morse-Code, der nur aus den Buchstaben O (---), N (-.) und G (--.) in der Reihenfolge O N O G O besteht. Dieses Signal wurde bald darauf in Deutschland (Radio Norddeich), Schweden und Spanien eingeführt.

## Weltuhr des Deutschen Kaiserreiches
Zwischenzeitlich war Ferdinand Schneider zu der Idee der exakten „Weltuhr“ gelangt – also der Synchronisierung aller elektrischen Uhren im Deutschen Kaiserreich mit ferngesteuerten elektrischen Impulsen von einem Sender in Fulda aus. Zu diesem Zweck sollte in Fulda ein 150 Meter hoher Sendeturm in der Johannisau erstellt werden und war bereits im Frühjahr 1914 eingemessen worden. Doch der Ausbruch des Ersten Weltkrieges machte die Planungen zunichte. Zudem beschlagnahmte das Militär Schneiders drahtlose Sendestation. Das war die erste Bestrebung, eine Sendeanlage nur für die Übertragung von Zeitzeichen zu schaffen, eine Idee, die in Deutschland erst im Jahr 1970 realisiert wurde.
Im Verlauf des Ersten Weltkrieges wurden die Zeitzeichen von der Küstenfunkstelle Norddeich zwar 1916 eingestellt, nach vielen Protesten der Seeleute aber schon am 5. Januar 1917 von der Großfunkstelle Nauen wieder aufgenommen und auf Langwelle mit einer Wellenlänge von 3.100 Metern ausgestrahlt. Das Zeitzeichen war mittags und um Mitternacht zu hören und wurde nach dem ONOGO-System codiert.
Im Jahr 1924 begann die British Broadcasting Corporation in London mit der Einführung des sogenannten „Six-Pip“-Signals, wobei die ersten fünf „Pips“ als hörbare Töne verwendet wurden, um die Sekunden bis zu dem sechsten, relevanten „Pip“ herabzuzählen. Früher als „Greenwich-Zeitsignal“ bezeichnet, kann man diese „Pips“ selbst heute noch im BBC-Rundfunkprogramm hören.
Demgegenüber wurde mittlerweile in Deutschland von einigen regionalen Rundfunksendern und auch vom Deutschlandsender das ONOGO-Zeitsignal in regelmäßigen Zeitabständen gesendet, beispielsweise im Rahmen von Nachrichtensendungen. Der Vorsitzende der Deutschen Gesellschaft für Zeitmesskunde und Uhrentechnik berichtete in der Mitgliederversammlung am 10. Januar 1932 in Berlin, dass bestimmte Kreise von Rundfunkhörern, aber auch gewisse Funkzeitschriften erstrebten, das ONOGO-Zeitsignal in Zukunft nicht mehr über die Rundfunksender zu senden. Von der Deutschen Seewarte wurde an dieser Stelle der Vorschlag gemacht, anstelle der mangelhaften mündlichen Zeitansagen der Rundfunkansager ein automatisches Punktsignal kurzer Dauer einzuführen, das eventuell auch in die Unterhaltungssendungen „eingeblendet“ werden könnte. Trotz starken Protestes der Deutschen Gesellschaft für Zeitmesskunde und Uhrentechnik entschloss sich daraufhin das Reichspostministerium, die Übertragung des ONOGO-Zeitzeichens über die Rundfunksender fallen zu lassen, so dass dieses Zeichen nur noch über den Deutschlandsender, den Deutschen Kurzwellensender, den Sender Radio Norddeich und die Großfunkstelle Nauen empfangen werden konnte.

## Kurzsignal
Ab dem 1. Juli 1932 sendete der Reichssender Hamburg jeweils um 7.00 Uhr, 11.00 Uhr, 15.00 Uhr, 19.00 Uhr und 23.00 Uhr MEZ ein sog. Kurzsignal als Zeitsignal, das jeweils 30 Sekunden vor der vollen Stunde begann und zunächst zehn Sekunden-Takte umfasste, dann je drei Zeittöne nach jeweils fünf Sekunden und schließlich nochmals je ein Zeitzeichen während der letzten drei Sekunden vor der vollen Stunde. Dieses Zeitsignal wurde außerdem von den Nebensendern des Reichssenders Hamburg und auch von dem Deutschlandsender jeweils vor 7.00 Uhr, 12.00 Uhr, 18.00 Uhr und 23.00 Uhr MEZ gesendet.

## Koinzidenz-Zeitsignal

Aufbau des ONOGO-Zeitsignals, wie es von der Funktelegraphenstation der Deutschen Großfunkstelle Nauen um 1934 ausgestrahlt wurde (das Koinzidenzsignal ist in der Abbildung nicht vollständig enthalten, da in der benutzen Quelle entweder falsch dargestellt bzw. aufgrund der sehr schlechten Druckqualität nicht korrekt zu erkennen)

Demgegenüber bestand das vom Sender Nauen und dem Deutschlandsender jeweils um 1.00 Uhr und um 13.00 Uhr MEZ abgestrahlte Zeitsignal aus einer 10-minütigen Sequenz. Während der letzten 5 Minuten vor der vollen Stunde wurde das sog. ONOGO-Zeitsignal abgestrahlt und in den Minuten 1 bis 6 nach der vollen Stunde ein sogenanntes Koinzidenz-Zeitsignal. Das Signal der Funktelegraphenstation der Deutschen Großfunkstelle Nauen wurde auf Längstwelle 18130 m sowie auf Kurzwelle ausgestrahlt. Die Steuerung erfolgte von der Deutschen Seewarte in Hamburg aus.

## Unterschiede des ONOGO-Zeitsignals und des Koinzidenz-Zeitsignals
Während im Rahmen des ONOGO-Zeitsignals zunächst während einer Minute lange Sekundenimpulse gesendet wurden, folgten darauf 50 kurze Sekundenimpulse sowie ein 5 Sekunden währender Dauerton zur Einleitung des eigentlichen ONOGO-Codes, der 3 Minuten in Anspruch nahm und durch einen 10 Sekunden währenden Dauerton abgeschlossen wurde. Im Rahmen des eigentlichen ONOGO-Codes wurden jeweils in den letzten 5 Sekunden vor der vollen Minute drei jeweils 1 Sekunde währende Zeitzeichen gesendet als Code für den Buchstaben „O“, während in den etwa 50 Sekunden währenden Zwischenintervallen jeweils 5-mal hintereinander die Codes für den Buchstaben „N“ bzw. „G“ gesendet wurden.
Die Signale wurden als Morsezeichen übertragen, wobei insbesondere die Buchstabenfolge ONNNNNOGGGGGO (kurz als Kennwort ONOGO bezeichnet) gesendet wurde. Hierbei stellten die (Morse-)Punkte der Buchstaben N und G die eigentlichen Zeitsignale dar.
Dem gegenüber besteht das anschließend übertragene Koinzidenz-Zeitsignal aus 5 gleichen, jeweils 1 Minute währenden Sequenzen mit jeweils einem 0,5 Sekunden währenden Zeitsignal zu Beginn jeder Minute sowie 60 Tonsignalen von jeweils 0,1 Sekunden Dauer, doch im Abstand von 0,9836 Sekunden, so dass also jeweils pro 60 Sekunden insgesamt 61 Zeitsignale abgestrahlt wurden.
Während das ONOGO-Zeitsignal vor allem zur Grob-Einstellung der lokalen Uhren vor Ort verwendbar war, indem diese beispielsweise angehalten und am Ende des Zeitzeichens wieder in Gang gesetzt wurden, diente das Koinzidenz-Zeitsignal der Möglichkeit, eine empfangsseitige Uhr sogar auf bis zu einer Hundertstelsekunde genau einzustellen. Dabei machte man sich die Tatsache zunutze, das aufgrund der 61 abgestrahlten Tonsignale während 60 Sekunden nur bei genau einem Sekundentaktschlag einer während des empfangenen Zeitsignals abgehörten Uhr Synchronität bzw. Koinzidenz herrschte. Genau zu diesem Zeitpunkt wurde die Nummer des betreffenden Zeitsignals, gerechnet von dem letzten Minutensignal, gemerkt sowie der Uhrstand der lokalen Uhr notiert. Da ein Intervall des Koinzidenz-Zeitzeichens nur 0,9836 Sekunden währt, kann man aus der Nummer des betreffenden Koinzidenz-Tonsignals die genauen Sekunden berechnen und mit der Uhrablesung vergleichen. Da sich bei genauer Beachtung der Koinzidenz der exakte Sekundenwert auf drei Nachkommastellen genau berechnen lässt, ist es möglich, das zu korrigierende Zeitintervall ebenfalls auf mindestens eine Hundertstelsekunde genau zu bestimmen und eine entsprechend genaue Korrektur durchzuführen.
Im Laufe der 1930er Jahre stiegen mit der neuartigen Übertragungsmöglichkeit des Koinzidenz-Signals auch die Ansprüche an die Qualität bzw. Genauigkeit des Zeitsignals als solches. Im Juli des Jahres 1936 wurden zwischen dem vom Sender Nauen abgestrahlten Zeitsignal und den Zeitsignalen, die von dem englischen Sender in Rugby und dem französischen Sender in Bordeaux abgestrahlt wurden, Abweichungen gemessen, die häufig im Bereich von einer Hundertstelsekunde lagen, während Spitzenwerte durchaus auch bei +/- fünf Hundertstelsekunden liegen konnten. Während sich die Zeitsignale des Senders Nauen nach dem Geodätischen Institut Potsdam richteten, war für den Sender Rugby die Sternwarte in Greenwich verantwortlich. Der Grund für die zum Teil beachtlichen Abweichungen lag einerseits in der ungenauen Bestimmung der wirklichen Zeit, andererseits in den Fehlern, die beim Empfang und der Registrierung der Zeitzeichen auftraten.
Jedoch war bereits seit den 1920er Jahren das Prinzip der Quarzuhr bekannt, mit der es ohne weiteres möglich gewesen wäre, die Zeit mit einer größeren Präzision zu bestimmen.

## Geber der Zeitsignale
Jedoch wurde beispielsweise in den Jahren 1919 bis 1932 der sog. Norddeicher Geber verwendet, ein aus einem Hippschen Laufwerk durch Hinzufügen zweier Kontaktscheiben entstandenes Instrument, der erste Signalgeber Deutschlands, der nach den Zeitbestimmungen des Marineobservatoriums Wilhelmshaven ausgelöst wurde. Dieser wurde noch bis zum Jahr 1936 als Vorsignalgeber der Seewarte verwendet und erst anschließend an das Deutsche Museum in München übereignet.
Zwischenzeitlich war vom Astronomen Professor Wanach eigenhändig aus Altmaterial ein Geber gefertigt worden, dessen Pendel im Ruhezustand am äußeren Umkehrpunkt angehalten wurde, und der den ersten Koinzidenz-Signalgeber der Deutschen Seewarte bildete. Selbst als im Jahr 1937 ein neuer Signalgeber gebaut wurde, musste der Kostenersparnis halber als Signalhauptuhr das verwendet werden, was vorhanden war: zwei Glashütter Sekundenpendeluhren mit Rieflerpendeln, die im Uhrenkeller der Deutschen Seewarte aufgestellt waren, während erst im Jahr 1939 unter Leitung von Oberregierungsrat A. Repsold eine Signalgeberanlage entworfen wurde, mit einem Synchronmotor, der von einer Quarzuhr-Frequenz angetrieben wurde.

## Empfang von Zeitsignalen
Während demnach etwa bis zum Jahre 1940 die Zeitbestimmung und -abstrahlung eine für die damaligen Verhältnisse völlig ausreichende Qualität erreicht hatte, konnte die Empfängertechnik hier lange noch nicht Schritt halten.

### Minütliche Signale ohne Zeitcodierung

Abbildung über den Betrieb von elektrischen Uhren mittels elektrischer Wellen, von Franz Morawetz

Erste Anfänge in Mitteleuropa gehen zurück auf Max Reithoffer und Franz Morawetz aus Wien, denen am 17. September 1907 vom Kaiserlichen Patentamt in Berlin ein Patent mit der Nr. 188425 auf ihre am 20. September 1905 angemeldete Erfindung „Einrichtung zum Betrieb elektrischer Uhren durch elektrische Wellen“ erteilt wurde. Die Erfindung bestand bei einem von einer Zentralstation in bestimmten Zeitintervallen ausgesandten Signal darin, dass in der Empfangsstation durch dieses empfangene Signal ein Laufwerk aufgezogen wurde, das anschließend von einer Feder durch ein Pendel gehemmt allmählich in seine ursprüngliche Lage zurückkehrte und erst daraufhin der vorübergehend unterbrochene Empfangsstromkreis wieder geschlossen wurde, um auf den nächsten Impuls zu warten. Da die Sendezeitintervalle auf etwa 1 Minute eingestellt waren, wäre für eine ausreichende Ganggenauigkeit der Empfang jedes einzelnen minütlichen Sendesignalimpulses erforderlich gewesen, was in der Praxis nicht erreichbar war. Deshalb wurde diese Zeitmesseinrichtung niemals gebaut.
Diesem Prinzip konnte auch eine weitere Erfindung von Ferdinand Schneider aus Fulda nicht zum Durchbruch verhelfen, der in seinem am 17. August 1911 erteilten deutschen Patent Nr. 237428 vorschlug, bei jedem Sendeimpuls den Minutenzeiger um genau eine Minute vorspringen zu lassen.
Für eine Weiterentwicklung dieses Prinzips erhielt zwar Luigi Cerebotani aus München am 19. Mai 1913 das deutsche Patent Nr. 260093, trotzdem wurde ein solches Gerät niemals verkauft.

### Uhrzeitcodierung mit optischem Resonanzindikator
Hans Behne sowie die Dr. Erich Huth GmbH schlugen in ihrer am 11. November 1913 erteilten deutschen Patentschrift Nr. 266861 vor, die Frequenz des Sendesignals kontinuierlich zu ändern und einem parallel dazu hinsichtlich seiner Resonanzfrequenz verstellten, empfängerseitigen Schwingkreis zuzuleiten, dessen Ausgangssignal einem vorzugsweise optischen Resonanzindikator mitgeteilt wurde, der daraus direkt ein Signal für die aktuelle Zeigerstellung ableiten konnte. Da ein solches Signal jedoch kein „Gedächtnis“ aufwies, fiel eine solche Uhr ohne Signalempfang komplett aus. Allenfalls der stündlich weiter geschaltete Zeiger würde in diesem Fall eine grobe Zeitabschätzung erlauben. Auch dieses Prinzip fand keinen Eingang in die Praxis.
Mit eben der stündlichen Weiterschaltung des Stundenzeigers befasste sich der Erfinder Raymond Louis Roze des Órdons aus Paris, der darauf am 16. Januar 1914 vom Kaiserlichen Patentamt das deutsche Patent Nr. 269324 erhielt. Hier wurde vor jeder vollen Stunde eine Vielzahl von vordefinierten Signalen abgestrahlt, von denen empfängerseitig jeweils bestimmte, drehbare Scheiben weitergeschaltet wurden. Eine solche Weiterschaltsequenz umfasste eine Vielzahl von in etwa minütlichen Abständen gesendeten Signalen und enthielt auch Morsecodes, orientierte sich also offenbar an dem kurz zuvor geschaffenen ONOGO-Standard. Dennoch unterlag auch diese Methode einer großen Anfälligkeit gegenüber Signalausfall und konnte daher nicht realisiert werden.

### Horophone
Eines der ersten, tatsächlich verwendeten Geräte zum Empfang von Zeitsignalen war das sogenannte „Horophone“, das im Jahre 1913 von der Synchronome Company Ltd. in London verkauft wurde. Es bestand aus einer Uhr, einem Radioempfänger und einer Tabelle. Der Besitzer dieses Gerätes musste mit einem Kopfhörer das Zeitsignal mithören und decodieren und zu einem bestimmten Zeitpunkt die Uhr manuell synchronisieren. Mehrere andere Gesellschaften vertrieben ähnliche Geräte, eine derartige Gesellschaft wurde auch von Marconi, dem Erfinder des Radiosenders, gegründet.

### Automatisch synchronisierende Empfängeruhr
In der Folgezeit wurde von verschiedenen Erfindern versucht, eine sich selbsttätig auf ein empfangenes Zeitsignal synchronisierende Uhr zu entwickeln. Darunter ist F. O. Read aus London, der am 4. Oktober 1912 in einem Artikel in der Zeitung Daily Sketch behauptete, eine solche Uhr bei sich zu Hause zu besitzen; es ist jedoch nicht bekannt, ob eine solche Uhr noch existiert und ob sie überhaupt funktioniert hat, obwohl Reed versucht hat, Uhrenpatente zu erhalten.
Weiter werden als Kandidaten für die Erfindung der selbsttätig synchronisierenden Empfängeruhr genannt der französische Uhrmacher Marius Lavet und der englische Uhrmacher Alfred Ball. Lavet arbeitete in den 1920er Jahren an der Entwicklung einer funkgesteuerten Uhr. Es gelang ihm jedoch nicht, eine solche bis zur Produktionsreife zu entwickeln, obwohl er viele Patente auf dem Gebiet der elektrischen Zeitmessung erhielt. Ball begann im Jahr 1914 mit Experimenten mit der drahtlosen Steuerung elektrischer Uhren. Obwohl er sich im Folgenden primär diesen Forschungen widmete, gelangte er bis zu seinem Tode im Jahr 1932 zu keinem Abschluss. Er veröffentlichte ab dem Jahr 1928 eine Reihe von Artikeln in dem Horological Journal unter dem Titel „The Automatic Synchronisation of Clocks and Wireless Waves“. Seine Arbeiten konzentrierten sich auf die Entwicklung einer Hauptuhr und daran angeschlossener Hilfsuhren. Er verwendete Ventile, Relais und Getriebe, um die Zeiger einzustellen und die Geschwindigkeit des Pendels zur regulieren. Obwohl solche Uhren vermutlich niemals verkauft wurden, sind Prototypen mit der Markierung „Auto Controlled by Wireless from Daventry“ gebaut worden.
Am 17. Juli 1926 war der Gebrüder Junghans AG sowie Oskar Junghans in Schramberg auf die Erfindung Durch Stromstoß auf drahtlosem Wege beeinflusste Zeigerstellvorrichtung für Uhren vom Reichspatentamt das deutsche Patent Nr. 431834 erteilt worden. Die patentierte Idee bestand darin, bei Eintreffen eines Sendesignals einen Stromimpuls auszulösen und dadurch über ein Kurvenherz die Rückführung des Stellwerkes auf den genauen Zeitwert zu bewirken. Bei diesem Prinzip erfolgt das Zurückstellen für die Mechanik offensichtlich zu abrupt. Deshalb haben die Patentinhaber in einer weiteren Erfindung, auf die am 15. Juni 1926 das Patent Nr. 430355 erteilt wurde, vorgeschlagen, die Kraft für die mechanische Rückführung des Stellwerkes mittels eines rechenartigen Fallhebels zu bewirken, dessen Einfallbewegung in das Kurvenherz durch eine Windflügelhemmung gebremst wird. Da dieses Prinzip dadurch insgesamt zu aufwendig wurde, ist von den Patentinhabern gemäß der am 16. Juli 1926 erteilten Patentschrift Nr. 431835 ein anderer Weg beschritten worden, nämlich die Rückstellung eines Zeigers durch einen von einem Sendesignal ausgelösten Stromimpuls in einem Magneten, der auf das Gegengewicht des betreffenden Zeigers magnetisch einwirkte.
Am 31. Juli 1926 wurde der Gebrüder Junghans AG sowie Oskar Junghans in Schramberg auf die Erfindung Funkentelegraphische Richteinrichtung für selbständige Uhren vom Reichspatentamt das deutsche Patent Nr. 432096 erteilt. Darin ist vorgesehen, bei jeder vollen Umdrehung des Minutenzeigers ein Sternrad mit 12 Zähnen um jeweils einen Zahn weiterzudrehen. Einer der zwölf Zähne trägt einen Stift, der bei jeder zwölften Stunde zum Schließen eines Kontaktes führt und damit etwa vier Minuten vor der nächsten vollen Stunde die Heizung einer Verstärkerröhre einschaltet, welche dann den Empfang des Sendesignals ermöglicht, zwecks Rückstellung des Uhrwerks bei dessen Empfang. Es handelte sich um eine Tischuhr mit einer Sekundenunruh. Eine serienreife Produktion dieser Uhr ist nicht bekannt.
Einen ähnlichen Lösungsansatz wählten die Erfinder Camille Lipmann, Frédérick Strahm und André Strahm aus Besançon in Frankreich, der in dem deutschen Patent Nr. 423 847 vom 12. Januar 1926 dokumentiert ist. Auch hier wurde die Empfangseinrichtung erst kurz vor dem erwarteten Sendesignal eingeschaltet. Allerdings war die daraus vorbekannte Einrichtung nur in der Lage, Zeitsignale im Schallwellenbereich zu verarbeiten, da diese Signale die Membran eines Telefonhörers passieren mussten.
Um Gefahr von Fehleinstellungen zu minimieren, wird von Camille Lipmann und André Strahm in einem weiteren, am 27. Januar 1930 erteilten Patent Nr. 490 241 vorgeschlagen, die Zeitintervalle zwischen mehreren kurz aufeinanderfolgenden Impulsen des Sendesignals zu dekodieren, um Störsignale zu erkennen. Folgt eine passende Anzahl von Impulsen im richtigen Abstand aufeinander, wird schließlich ein Lokalstromkreis geschlossen und dadurch eine batteriebetriebene Stellvorrichtung aktiviert. Auch diese Vorrichtung leidet wie alle zuvor bekannten an dem Nachteil, dass nur der Minutenzeiger korrigiert werden kann; ein Sekundenzeiger lässt sich damit nicht zurückstellen und war deshalb auch gar nicht vorgesehen. Die damit erreichbare Genauigkeit war daher 60 Sekunden.
Eine ähnliche Wirkung – das selektive Durchschalten erst nach dem Empfang einer vorgegebenen Anzahl von Signalimpulsen – erzielten auch die Erfinder Heinrich Geffcken, Hans Richter und Erich Zachariä aus Leipzig, welche auf diese Erfindung am 31. Juli 1929 das deutsche Patent Nr. 479 900 erhielten. Einzelheiten des Stellmechanismus sind in diesem Patent jedoch nicht zu finden.
Am 28. August 1929 erteilte das Reichspatentamt Otto Muck aus München-Großhadern das Patent Nr. 481 728 für die Erfindung Drahtlose Synchronisierung von an Rundfunkapparate sich zeitweilig anschließenden Uhren. Darin macht Otto Muck den Vorschlag, zum Empfang eines Zeitzeichen-Signals ein handelsübliches Rundfunkgerät zu verwenden, dessen Empfangsfrequenz kurz vor Eintreffen eines zu erwartenden Zeitsignals von einem variabel einstellbaren Radiosender auf die Sendefrequenz des Zeitsignals umgestellt wird. An einer Spule wird das empfangene Zeitsignal transformatorisch abgegriffen und der Gitterelektrode einer Verstärkerröhre zugeführt. Das von dieser entsprechend verstärkte Anodenspannungssignal wird der eigentlichen Stelleinrichtung zugeführt. Die Stelleinrichtung selbst ist nicht beschrieben.
Im Jahr 1930 veröffentlichten Roters & Paulding an dem Stevens Institute of Technology in Hoboken in New Jersey einen Artikel über eine funkgesteuerte Uhr, die angeblich in der Lage war, sich auf die von einem amerikanischen Sender NAA abgestrahlten Zeitsignale zu synchronisieren. Obwohl auch diese Uhr zur Produktion gedacht war, gibt es keine Berichte darüber, dass diese Uhr jemals verkauft worden wäre. Der Empfänger konvertierte die Zeitsignale des NAA-Zeitsenders zwischen 11.55 Uhr und 12.00 Uhr in laufende Impulse, welche verwendet wurden, um den Zeitmechanismus anzutreiben. Eine Bedienperson musste bei der anfänglichen Synchronisation assistieren durch Einschalten der Uhr und Einstellen des Anzeigeelements vor der Ankunft des Zeitsignals. Nachdem sie einmal anfänglich synchronisiert war, wurde ein magnetischer Selektor verwendet, um viermal pro Tag Impulse zu erkennen und in das Getriebe regulierend einzugreifen.
Währenddessen entwickelte die Firma Siemens, die schon seit der Mitte des vorigen Jahrhunderts Schrittmacher im Bau von Betriebseinrichtungen und Uhren für die Bahn war, in den 1930er-Jahren die sog. „ONOGO“-Uhr, die mit einem Röhrenempfänger das Zeitzeichen drahtlos empfing und damit eine Hauptuhr mit elektrischem Aufzug regulierte. Diese Entwicklung wurde jedoch nach dem Zweiten Weltkrieg zunächst nicht weitergeführt.
Im Jahr 1956 wurde von der Firma IBM, USA, eine halbautomatische funkgesteuerte Uhr entwickelt und unter der Bezeichnung IBM Type 37 Radio Supervised Time Control Clock angeboten. Dabei handelte es sich um eine Bodenstanduhr mit einem Pendel in einem großen Holzgehäuse, die in der Lage war, das sog. WWV-/WWVH-Telegrafie-Zeitsignal zu empfangen. Aufgrund der Größe und Schwere des Pendels dürfte sich die Steuerung auf eine Veränderung der Pendelschwingungsdauer beschränkt haben.
Etwa zur selben Zeit wurde von Theodore L. Gilliland ein US-Patent auf eine Erfindung mit dem Titel Automatic Radio Control for Clocks beantragt, worauf er am 18. Februar 1958 ein US-amerikanisches Patent erhielt. Darin befasst sich Gilliland jedoch primär mit der Auswahl des am besten zu empfangenden Sendesignals, da die amerikanischen Zeitsignale einerseits von zwei Sendestationen, einmal nahe Washington, D.C., und andererseits von Maui auf Hawaii abgestrahlt wurden, sowie außerdem bei 6 verschiedenen Radiofrequenzen, nämlich 2,5 MHz, 5,0 MHz, 10 MHz, 15 MHz, 20 MHz und 25 MHz. Außerdem ist aufgrund der großen Entfernungen von mehreren 1.000 km im Gebiet der USA zu beachten, dass bei größeren Entfernungen vom Sendestandort nicht die Bodenwelle, sondern ausschließlich die über die Stratosphäre reflektierte Welle empfangen werden kann. Aufgrund dessen hat Gilliland eine äußerst komplette Elektro-Mechanik entwickelt, mit der jeweils der Sender mit der höchsten Empfangsfeldstärke ausgewählt und eingestellt werden konnte. Neben einer komplexen Mechanik und einigen passiven elektrischen Bauelementen, wie Widerständen und Spulen, verfügte die Schaltung ausschließlich über Röhrentechnik.

## Motivation für moderne Entwicklungen
Seit dem Jahr 1958 begann Karl Gebhardt (1927–2014) aus Nürnberg, sich mit der Entwicklung einer Funkuhr auseinanderzusetzen. Bereits vor seinem Studium begann Gebhardt im Jahr 1946 zusammen mit dem Erfinder Ludwig Reiss in der elterlichen Uhrmacherwerkstatt in Nürnberg mit der Entwicklung von batteriebetriebenen Uhren sowie frequenzgesteuerten Uhren anhand des Wechselstromnetzes. Von der elterlichen Uhrmacherwerkstatt wurden mehrere elektrische Außenuhren betrieben, die von einer Hauptuhr elektrisch angesteuert wurden. Als Hauptuhr wurde eine mechanische Pendeluhr, eine HU 120 der Firma Bürk verwendet. Obwohl diese Hauptuhr mit einer Ganggenauigkeit von ca. drei bis vier Sekunden pro Tag schon sehr gut war und auch aufgrund eines automatischen Aufziehmechanismus eine unbegrenzte Laufzeit sichergestellt war, ergaben sich im Laufe des Betriebs Summenfehler, die sich allmählich auf eine oder mehrere Minuten aufsummierten.
Mit mechanischen Uhren waren die erhöhten Genauigkeitsanforderungen an moderne Uhren nicht mehr erfüllbar. Zum damaligen Zeitpunkt gab es zwar schon Quarzuhren, diese waren jedoch von ihren äußeren Abmessungen her sehr groß und mussten außerdem in temperaturgeregelten Räumen betrieben werden. Sie waren zu dieser Zeit für den Gebrauch im privaten und mittelständischen Bereich ungeeignet. Andererseits wurde im Studio des Bayerischen Rundfunks in München eine solche Quarzuhr verwendet, so dass die von dort über Radiowellen abgestrahlten Zeitinformationen sehr genau waren. Aufgrund der damals noch vorherrschenden Röhrentechnik wie auch durch die unzulänglichen Stellprinzipien, welche ausschließlich den Minutenzeiger betrafen, jedoch nicht den Sekundenzeiger, gab es in Deutschland zu diesem Zeitpunkt weder Rundfunk- noch Zeitzeichenempfänger, welche in der Lage gewesen wären, dieses Zeitzeichen in eine präzise Zeitanzeige umzusetzen.

## Selbstsynchronisierende Uhr mit Transistoren
Deshalb konstruierte Gebhardt 1958 ein neuartiges Gerät, wobei einem transistorisierten Radioempfänger ein Auswertegerät nachgeschaltet wurde, das ebenfalls mit Halbleitertechnik durch Flipflops arbeitet. Durch Abzählen der gesendeten Zeitimpulse wurde die eigentliche Zeitinformation herausgefiltert und zur Freigabe eines zuvor angehaltenen Pendels einer mechanischen Hauptuhr verwendet. Als regulierbare Hauptuhr wurde eine HU-120 von der Fa. Bürk verwendet, die so einreguliert war, dass sie im 24-Stunden-Ablauf um wenige Sekunden vorging. Die Gleichlauf-Regulierung der Hauptuhr wurde innerhalb von 24 Stunden jeweils einmal durchgeführt, immer abends um 18.00 Uhr. Zu diesem Zweck war die Hauptuhr so umgebaut, dass etwa eine Minute vor 18.00 Uhr von dieser über einen Kontaktstift der Radioempfänger selbsttätig eingeschaltet und nach erfolgter Korrektur wieder ausgeschaltet wurde. Bei Erreichen der sekundengenauen Zeigerstellung 18.00 Uhr wurde die Hauptuhr angehalten, indem das Pendel im Bereich seines Wendepunktes von einem Elektromagneten am Uhrengehäuse arretiert wurde, der mit einem Permanentmagneten an der Pendellinse zusammenwirkte. Über einen Stellmechanismus für den am Gehäuse fest montierten Elektromagneten konnte ein dabei einzuhaltender Luftspalt genau vorgegeben werden. Beim letzten dekodierten Ton des Zeitzeichens wurde der Stromkreis des Elektromagneten unterbrochen und das Pendelsystem in sekundensynchronem Zustand wieder freigegeben. Damit ist Gebhardt der Erfinder des transistorisierten Funkgleichlauf-Regulierwerks zur sekundengenauen Zeitsynchronisation von Hauptuhren durch Funk.
Gebhardt trug im Jahr 1970 seine positiven Erfahrungen mit dieser Technik der Firma Telefonbau & Normalzeit persönlich vor. Sie fand jedoch dort keinen Eingang in die Uhrentechnik, weil von dieser Firma beabsichtigt wurde, die mittlerweile weiterentwickelte Quarztechnik zu forcieren.

## Uhrwerkslose Funkuhr
In den Jahren 1966 bis 1972 wurden mehrere Erfindungen von Wolfgang Hilberg zum Patent angemeldet, jeweils betreffend ein „Verfahren zur laufenden Übermittlung der Uhrzeit“. All diesen Entwicklungen haftete jedoch der Nachteil an, dass kontinuierliche Zeitimpulse abgestrahlt werden mussten, die lückenlos von einem Empfangsgerät aufzufangen waren, um jeweils einen kleinen Fortgang des empfängerseitigen Uhrwerks zu bewirken. Es stellte sich jedoch heraus, dass bei technischen sowie bei atmosphärischen Störungen, sowie bei technisch bedingten Störsignalen eine fortlaufende sichere Übertragung nicht möglich war, so dass aufgrund dieses Prinzips eine genaue Zeitwiedergabe nicht gegeben war. Diese wesentliche Schwäche wurde durch Hilberg in seiner am 23. März 1967 zum Patent angemeldeten und unter dem Aktenzeichen 1673793 am 23. Dezember 1970 offengelegten Erfindung „Verfahren und Anordnung zur laufenden Übermittlung der Uhrzeit“ verbessert, indem in unmittelbar aufeinanderfolgenden, kurzen Grundintervallen, z. B. Minuten oder Sekunden, die vollständige Information der gerade bestehenden Normalzeit in einem Impulscode gesendet und in den Empfangsstellen der übertragene Impulscode zur Steuerung eines Anzeigesystems im Sinne einer ziffernmäßigen oder analogen Zeitanzeige ausgewertet wurde. Hilberg verzichtete bei dieser Erfindung vollständig auf ein Uhrwerk in den Empfangseinrichtungen. Es gab nur Einrichtungen zum Dekodieren und zur Anzeige der jeweils aktuellen, dekodierten Zeitsignale. Bis zum Empfang eines folgenden Zeitsignals blieb daher das jeweils zuletzt empfangene Zeitsignal angezeigt. Das führte bei schlechtem Signalempfang zum Stehenbleiben der Anzeigeeinrichtung. Hilberg versuchte wiederholt, Lizenzverträge mit der Uhrenindustrie abzuschließen, jedoch gelang ihm das nie.

## DCF77-Zeitsignal
Indes fand seine Idee einer permanenten, vollständigen Zeitübertragung schließlich ihren Niederschlag bei der Einführung des DCF77-Zeitsignals, welches seit August 1970 im 24-Stundenbetrieb von einem Sender in Mainflingen bei Frankfurt am Main abgestrahlt wird. Dieser bezog sein Zeitzeichen von einer Cäsium-Normalzeituhr in der Physikalisch-Technischen Bundesanstalt in Braunschweig und strahlt seitdem sein Signal auf einer Frequenz von 77,5 Kilohertz mit einer Sendeleistung von 50 Kilowatt ab, so dass dieses Signal in einem Umkreis von 1.500 km empfangen und ausgewertet werden kann. Die Präzision der damals verwendeten Cäsium-Normalzeituhr lag bei einer Abweichung von 1 Sekunde in 1 Million Jahren. Aufgrund der Anregungen von Hilberg wird das Zeitsignal im minütlichen Rhythmus abgestrahlt, wobei innerhalb des Intervalls zwischen zwei Minuten-Zeitimpulsen codierte Informationen über das Datum und die aktuelle Uhrzeit (Sommer- bzw. Winterzeit) abgestrahlt werden. In einem binären Code werden Informationen über die aktuelle Minute zwischen der 21. bis zur 27. Sekunde übermittelt; die Daten für die Stundeninformation beginnen mit der 29. Sekundenmarke und dauern bis zur 34. Sekunde. Anschließend werden die Kalenderdaten übermittelt: Der Kalendertag von der 36. bis zur 41. Sekunde; der Wochentag von der 42. bis zur 44. Sekunde; der Kalendermonat von der 45. bis zur 49. Sekunde und das Kalenderjahr von der 50. bis zur 58. Sekunde.

### Erste sekundengenau synchronisierende Uhr
Mit Ausnahme des von Gebhardt im Jahr 1958 entwickelten Prototypen eines per Funk sekundengenau mit einem Zeitnormal synchronisierbaren und bei Ausfall des Funksignals autonom weiter laufenden, mechanischen Uhrwerks existierte jedoch zum damaligen Zeitpunkt kein für diese neue Technik geeignetes Auswertegerät.
In seinem 1983 verlegten Buch „Funkuhren“ schließt Hilberg mit dem Ausblick:

„Auf absehbare Zeit wird man wohl keine Mikroprozessoren realisieren können, die aus einer kleinen Batterie gespeist über Jahre hinweg einen hohen Datenstrom bearbeiten können. Daher wird, wenn man Sender und Empfänger nicht ständig betreiben kann, und wenn man die Vorteile des DCF77-Systems nutzen will, ein getasteter Betrieb der Funkuhr in Zusammenarbeit mit einer meistens autonom arbeitenden Quarzuhr unumgänglich sein.“

### Erste vermarktbare Funkuhren

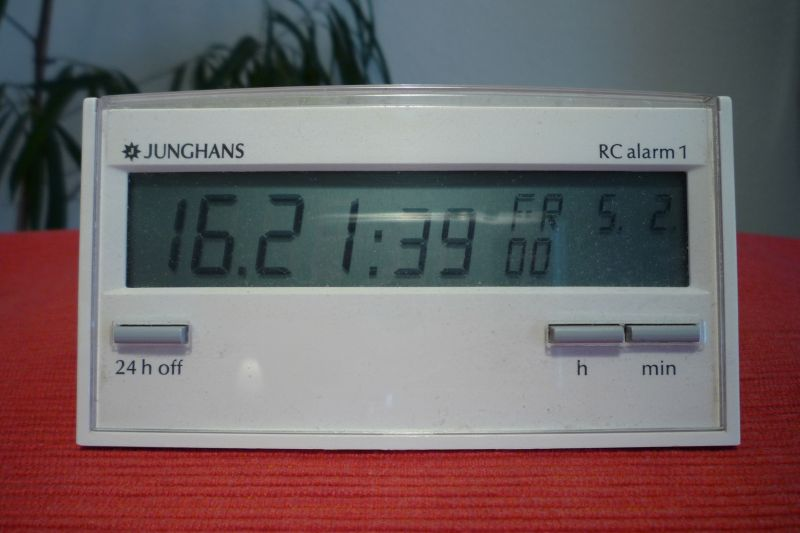
Junghans RC alarm 1 von 1984 (damaliger Preis 149 DM, was heute ungefähr EUR entspricht)

Als Folge einer weiteren Miniaturisierung von elektronischen Bauteilen wurde 1984 von der Firma Junghans mit der Entwicklung einer Funkuhr begonnen, die im Jahr 1986 unter der Bezeichnung RC-1 auf den Markt gebracht wurde. Dabei handelte es sich um eine batteriebetriebene Quarzuhr mit Funksynchronisation, die in zwei Ausführungen angeboten wurde, einmal als Tischuhr, einmal als Wanduhr.
Im selben Jahr stellte das St. Georgener Unternehmen Kieninger & Obergfell unter der Handelsmarke „Kundo“ ihren „Spacetimer“ vor, eine Funkuhr als kleine Plastik-Tischuhr mit einem Sockel. Diese besaß neben einer analogen Anzeige für die Uhrzeit auch eine Digitalanzeige für die Wiedergabe des Datums. Diese Technik wurde später von der Firma Steiger GmbH in St. Georgen übernommen.
Im Anschluss entwickelte Junghans die Technik der Funkuhr weiter zur Solar-Funkuhr RCS-1, einer Tischuhr mit integrierten Solarzellen zur Stromversorgung.

### Erste vermarktbare Funkarmbanduhr

Erste Funk-Armbanduhren der Welt
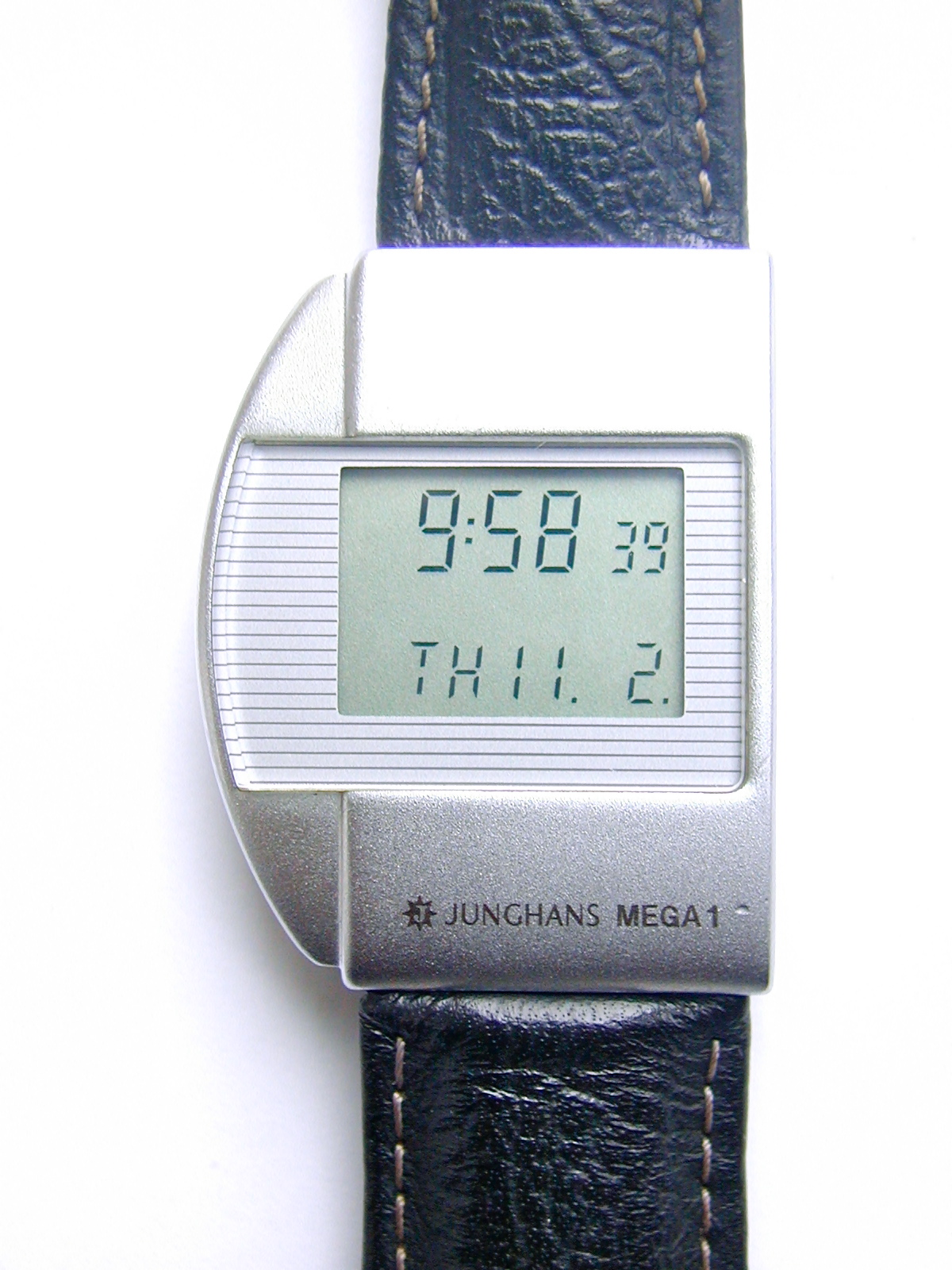
digital: Junghans MEGA 1
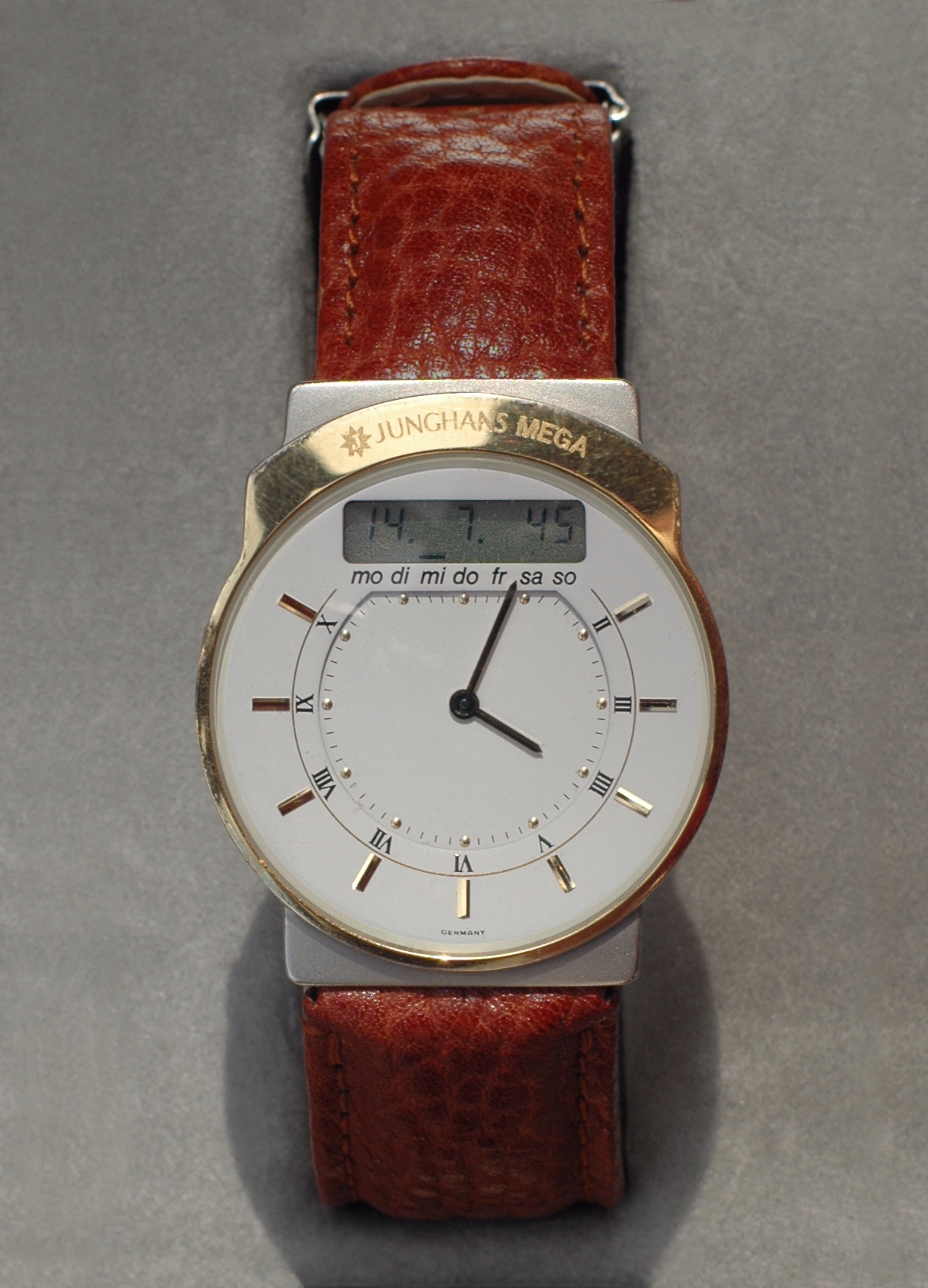
analog: Junghans Mega

Im Jahr 1990 stellte Junghans die erste Funkarmbanduhr vor, die MEGA 1. Diese Entwicklung ist maßgeblich auf die Forcierung dieser Technologie durch Karl Diehl, den damaligen Inhaber des Diehl-Konzerns, zurückzuführen und wird von Fachkreisen als eines der wichtigsten Ereignisse aller Zeiten in der Uhrentechnik („one of the most momentous horological events ever“) bewertet.

### Erste vermarktbare Funk-Solar-Armbanduhr
Diese Entwicklung mündete im Jahr 1992 in die erste Funk-Solar-Armbanduhr der Welt, ebenfalls entwickelt und hergestellt von Junghans, die im Jahr 1995 auf dem Markt eingeführt wurde. Erstmals wurde nun das gesamte Zifferblatt zur Stromerzeugung eingesetzt.

### Vorteile der aktuellen Technik
Zusätzlich zur Anzeige einer höchst präzisen Zeit, wobei die Anzeige des Kalenders einschließlich des Wochentags, Umstellung zwischen Sommer- und Winterzeit, verbunden mit einer Dunkel-Laufzeit von bis zu 2 Jahren möglich ist, integrieren die Hersteller in zunehmendem Maße weitere Funktionen in solche Armbanduhren, beispielsweise zur Standortbestimmung mittels GPS, Mobilfunksprechanlagen oder Internetverbindungen.
Eine Erweiterung ihres regionalen Einsatzbereichs hat die Funkuhr unter anderem durch eine Möglichkeit zum Umschalten auf verschiedene Sendefrequenzen oder -codes erfahren, so dass sie auf nahezu allen Kontinenten per Funk synchronisierbar ist.
Außerdem sind mittlerweile auch Funk-Solar-Armbanduhren zum Gegenstand ästhetischer Gestaltungen geworden und werden aufgrund dessen weltweit immer größer werdenden Interessentenkreisen erschlossen.

## Andere Funkdienste
Vor allem in der vordigitalen Zeit (bis in die 1970er Jahre) wurden auch die Trägerfrequenzen einiger Rundfunksender als Frequenznormale ausgewertet. Die Sender sendeten also ein normales Radioprogramm, der Zeitempfänger synchronisierte sich lediglich auf diese Trägerfrequenz. Die Zählung der Schwingungen musste dann vor Ort selbst vorgenommen werden. Ein Beispiel für so einen Frequenznormalsender war Radio Hilversum in den Niederlanden.
Weitere elektronisch auswertbare Quellen für Zeitinformationen gibt es heute im Radio Data System von UKW-Hörfunksendern (als Begleitinformation zum normalen Hörfunkprogramm) sowie in den Videotext- und EPG-Daten von Fernsehsendern. Allerdings ist deren Genauigkeit sehr viel geringer, beispielsweise hinkt die Videotext-Zeitanzeige eines über DVB-T empfangenen Fernsehsenders durch die aufwendige Kodierung auf Senderseite und Dekodierung auf Empfängerseite bis zu mehreren Sekunden hinterher.
Als Zeitzeichen-Funkdienst können auch die Globalen Navigationssatellitensysteme angesehen werden, die mit Atomuhrgenauigkeit in erster Linie ein Uhrzeitsignal senden, aus dem dann im Normalfall die geographische Position abgeleitet wird. Die Zeitinformation kann aber natürlich auch direkt verwendet werden.